# Karlskoga Wolves
Karlskoga Wolves eller Charleswood Wolves är en idrottsförening för amerikansk fotboll från Karlskoga som spelar i Superettan  i amerikansk fotboll för herrar.
I Karlskoga startade ett gäng grabbar amerikansk fotboll 1992, mest på skoj. 1993 antog de namnet Charleswood Pirates och siktade på cupspel men spelade även träningsmatcher. 1994 var det dags för seriespel, namnet Charleswood Wolves var antaget, allt för att få en värmländsk touch. Amerikanen och spelande tränaren Eric Goodfrey som var bosatt i Karlskoga såg till att Wolves blev ett av 1990-talets mest framgångsrika lag, redan premiäråret i division 3 spelade de kvalmatch för uppflyttning till division 2.
Sedan rullade det på, och redan 1996 spelade de i division 1, där stannande de sedan till 1999.
Föreningen vann division 1 södra 1999 och flyttades därmed upp till Superserien 2000, vilket är föreningens enda säsong i högsta serien. De slutade på sista plats med endast en seger på tolv matcher, borta mot Uppsala 86ers med 24-48. I returmötet vann Uppsala med hela 14-40 och gick om Karlskoga i tabellen på inbördesmålskillnad, den sista touchdownen, ett klassisk trickspel "Hook and lateral" med endast 8 sekunder kvar av klockan är det nog många som vill glömma i Wolves. Eftersom bara ett lag åkte ur superserien det året så var Wolves tillbaka i div.1 2001.
2000-talet blev till en början en tung tid för Karlskogas vargar, en generationsväxling pågick och många av de som startade slutade efter spel i högsta serien, det var lite tunt med spelare i juniorleden och åren som följde radade laget inte upp många segrar, 2002-2003 blev det inte en seger och 2004 drog de sig ur spel i division 1. 2006 blev första säsongen sedan 1999 med fler vinster än förluster (4-2) i division 2 och 2008 fick de kvala mot Kristianstad. 2010 var de tillbaka i division 1. 2012 gick de obesegrade genom serien men då de spelat inte mindre än tre oavgjorda matcher gick slutspelsplatsen till Nyköping.
Sedan 2010 har klubbens juniorverksamhet växt och man räknas som en av Sveriges bästa ungdomsklubbar.
Man har vunnit Dukes Tourney med både U15 och U17 samt sina seriespel med respektive lag. 
Seniorlaget låg vilande 2016 
U19 spelar i södra divisionen 2016
U15 laget i U15 västra.
U17 spekade och vann serien U17 mellersta 
U11-U13 deltar i cupspel.
Tidigare har man endast haft U19 lag 
(2000,2001) 2016 blir första U19 sedan dess. 
U15 laget vann 2014 Dukes Tourney genom att besegra Stockholm Mean Machines i finalen med 14-0